# 3-vinyltolueen
3-vinyltolueen is een organische verbinding met als brutoformule C9H10. Het is een kleurloze vloeistof met een kenmerkende geur.

## Toxicologie en veiligheid
De stof kan polymeriseren ten gevolge van verwarming, waardoor brand- of ontploffingsgevaar ontstaat. 3-vinyltolueen reageert met sterk oxiderende stoffen en sterke zuren.
De stof is irriterend voor de ogen, de huid en de luchtwegen. De stof kan effecten hebben op het zenuwstelsel. Herhaald of langdurig huidcontact kan een huidontsteking veroorzaken. 3-vinyltolueen kan effecten hebben op de lever en de nieren, met als gevolg weefselbeschadiging.